# Angela Paton
Angela Paton (Brooklyn, Nueva York, 11 de enero de 1930-Oakland, California, 26 de mayo de 2016) fue una actriz de cine, teatro y televisión estadounidense. Es conocida por sus actuaciones teatrales y por sus papeles en películas de comedia, drama y suspense, tales como la señora Lancaster en Groundhog Day (1993), abuela Levenstein en American Wedding (2003) y la señora Holmes en Lolita (1997).

## Biografía
Patton nació en Brooklyn, Nueva York. Una "cómica natural".

## Filmografía
| Año  | Título                                | Papel                   | Notas                  |
| ---- | ------------------------------------- | ----------------------- | ---------------------- |
| 1971 | Harry el sucio                        | Detective de homicidios | (Sin créditos)         |
| 1988 | Winnie                                | Señora Spencer          | Película de televisión |
| 1989 | Roe vs. Wade                          |                         | Película de televisión |
| 1989 | Manhunt: Search for the Night Stalker | Señora Webster          | Película de televisión |
| 1990 | Línea mortal                          | Doctora                 |                        |
| 1990 | Welcome Home, Roxy Carmichael         | Gloria Sikes            |                        |
| 1991 | Love, Lies and Murder                 | Parole Board Member #3  | Película de televisión |
| 1991 | Crazy from the Heart                  | Edna                    | Película de televisión |
| 1991 | Lies of the Twins                     | Señora Shearer          | Película de televisión |
| 1992 | The Last of His Tribe                 | Señora Gustafson        | Película de televisión |
| 1992 | Criminal Behavior                     | Adelaide                | Película de televisión |
| 1992 | Keep the Change                       | Dinah                   | Película de televisión |
| 1993 | Groundhog Day                         | Señora Lancaster        |                        |
| 1993 | And the Band Played On                | Mujer en Denver         | Película de televisión |
| 1994 | Clean Slate                           | Shirley Pogue           |                        |
| 1994 | Blue Sky                              | Dottie Owens            |                        |
| 1994 | Where Are My Children?                | Ellie McNeil            | Película de televisión |
| 1994 | Atrapados en el paraíso               | Hattie Anderson         |                        |
| 1995 | Home for the Holidays                 | Mujer en el avión       |                        |
| 1996 | Ojo por ojo                           | Moderadora              |                        |
| 1996 | Hollywood Boulevard                   | Mary                    |                        |
| 1997 | Lolita                                | La señora Holmes        |                        |
| 1998 | La mejor de mis bodas                 | Faye                    |                        |
| 1998 | The Con                               | Lyla                    | Película de televisión |
| 1999 | The Joyriders                         | Rita Mae Tuttle         |                        |
| 2001 | The Kennedys                          | Abuela                  | Película de televisión |
| 2001 | Early Bird Special                    | Señora Carmichael       |                        |
| 2001 | Joe Dirt                              | Woman with Roadrunner   |                        |
| 2003 | El mundo de Leland                    | Airplane Woman          |                        |
| 2003 | Die, Mommie, Die!                     | Fan de Angela           |                        |
| 2003 | American Wedding                      | Abuela Levenstein       |                        |
| 2005 | Vuelo nocturno                        | Dama agradable          |                        |
| 2006 | Aisle 73                              | Frances Burnbaum        | Corto                  |
| 2007 | The Valley of Light                   | Granny                  | Película de televisión |
| 2007 | Lavinia's Heist                       | Lavinia Silver          | Corto                  |
| 2007 | The Final Season                      | Anne Akers              |                        |
| 2013 | I Am I                                | Doris                   |                        |
| 2014 | Last Wishes                           | Emilie Baptiste         | Corto                  |